# 礼曹
礼曹（イェージョ）は、朝鮮において、高麗末から李氏朝鮮にかけて置かれた行政機関。儀礼や祭事、外交などを司った。正二品衙門。六曹の一つ。1392年（太祖元年）に設置され、1894年（高宗31年）の甲午改革で学務衙門（のちに学部）に改称された。

## 概要
礼曹は儀曹、南宮という別称でも呼ばれ、官吏は春官と呼ばれた。1389年（恭譲王元年）、李成桂派によって六曹の機構が作られたのが始まりだが、李朝初期は人事業務ではなく、他官庁の実務に携わっていた。1405年（太宗5年）、六曹の機能を強化するため、吏曹にはそれまで議政府が担っていた外交管理を礼曹に移行した。だが六曹での序列は、吏曹、兵曹、工曹に続き四番目であった。
職掌は、礼楽・祭祀・宴享・朝聘・学校・科挙を管理した。朝聘は中国へ使臣を送る業務を担った。

## 構成
| 官位       | 官職 | 定数 | 備考 |
| ---------- | ---- | ---- | ---- |
| 正二品     | 判書 | 1人  |      |
| 従二品     | 参判 | 1人  |      |
| 正三品堂上 | 参議 | 1人  |      |
| 正五品     | 正郎 | 3人  |      |
| 正六品     | 佐郎 | 3人  |      |

- 録事1人、書吏30人、書写2人、庫直2人、文書直2人、使令22人、軍士2人